# (6153) Hershey
(6153) Hershey est un astéroïde de la ceinture principale.

## Description
(6153) Hershey est un astéroïde de la ceinture principale. Il fut découvert le 19 juillet 1990 à l'observatoire Palomar par Eleanor Francis Helin. Il présente une orbite caractérisée par un demi-grand axe de 2,84 UA, une excentricité de 0,28 et une inclinaison de 17,4° par rapport à l'écliptique.

## Compléments